# Øystein Erlendsson
Øystein Erlendsson (død 26. januar 1188) var Norges anden ærkebiskop.
Øystein tilhørte en anset, med
Kongehuset beslægtet trøndersk æt, var først
Kapellan og Fehirde hos Kong Inge Haraldssøn,
blev 1157 af denne uden Hensyn til
Korsbrødrene udnævnt til Ærkebiskop og modtog Pallium
1161 af Pave Alexander III. Samme år vendte han
tilbage til sit Ærkesæde, hvor han med Kraft
og Iver optog Arbejdet for Befæstelsen af
Gejstlighedens Magtstilling. Det kom ham herunder
vel tilpas, at Erling Skakke trængte til hans
Bistand for at sikre sin Søn Adkomsten til og
Besiddelsen af Norges Trone.
Øystein salvede og kronede Magnus Erlingssøn til Konge. Men
Erling maatte gaa ind paa, at for Fremtiden
skulde det bero paa Ærkebiskoppen og Landets
øvrige Biskopper, hvem Riget skulde tilfalde
efter en Konges Død, og disse var ikke
ubetinget forpligtede til at tage Kongens Søn.
Under den paafølgende Strid mellem Kongerne
Magnus og Sverre fandt den første en mægtig
Støtte i Ærkebiskoppen. Men efter Magnus’
Nederlag paa Ilevoldene (1180) saa denne sig nødt
til at forlade Landet; han begav sig over til
England og lyste herfra Kong Sverre i Band.
I 1183 vendte han tilbage og indgik med Kongen
et Forlig, hvis Vilkaar dog ikke er omtalte. I
den flg. Tid var Forholdet mellem dem
ingenlunde altid godt; men paa sit Dødsleje skal
Ærkebiskoppen have bedt om og faaet Kongens
Tilgivelse. Øystein blev bisat
i Skrudhuset til Kristkirken. Denne Kirke er for
en væsentlig Del ombygget af ham, og af
Hensyn til Kirkens Udvidelse flyttede han den af
Kong Harald Haardraade byggede Maria-Kirke
over til Elgesæter.
Sankt Olafs Helgendyrkelse
blev i høj Grad befordret af E. E., der
forsynede den ældre Olafs-Legende med et Tillæg,
hvori han gør Rede for de i hans Tid indtrufne
Mirakler (Passio et miracula Beati Olavi ed. F.
Metcalfe [Oxford 1881]). I E. E.’s Tid og paa
hans Foranstaltning blev Kirker opførte i
andre Egne af Ærkestiftet, og han var i det hele
en virksom Tilsynsmand, der fremmede Kirkens Ret.
Elgesæter Kloster og Kastelle Kloster
i Konghelle er anlagt af ham, og det ældste
norske, kirkelige Statut skriver sig fra hans
Embedstid. 1229 blev han paa et
Provincialkoncilium i Nidaros erklæret for Helgen og
hans Lig lagt i et Helgenskrin af forgyldt Sølv,
der opbevaredes i Kirken til 1537. Men pavelig
Kanonisation opnaaedes ikke, trods de
ihærdigste Bestræbelser fra Ærkestolens Side; heller
ikke synes han at have nydt synderlig dyrkelse.